# James' flamingo
James' flamingo (Phoenicoparrus jamesi) is een vogel uit de familie Phoenicopteridae. De vogel is vernoemd naar de Britse zakenman Harry Berkeley James (1846-1892) die het specimen aan ornitholoog Philip Lutley Sclater ter beschikking stelde.

## Kenmerken
De vogel is 90 tot 92 cm. Het is een kleine soort flamingo, overwegend bleekroze gekleurd. Rond de nek en op de rug zijn karmijnrode verenpartijen. De poten zijn rood en de bovenkant van de snavel is geel, het naar beneden gebogen deel van de snavel is zwart. De andesflamingo is groter en de Chileense flamingo is meer roze gekleurd en heeft een lichter gekleurde, langere snavel.

## Verspreiding, leefgebied en leefwijze
Deze soort komt voor in hoogvlakten van het Andesgebergte in het westen van Zuid-Amerika, met name in zuidelijk Peru, westelijk Bolivia, noordelijk Chili en noordwestelijk Argentinië, meestal op hoogten boven 3500 meter.
Zijn voedsel bestaat uit diatomeeën,  microscopisch kleine algen uit zoute meren. Die worden overdag uit ondiepe wateren gezeefd met de snavel. Buiten de broedtijd trekken ze vaak naar lager gelegen gebieden, sommigen overwinteren echter juist op grote hoogten bij warmwaterbronnen.
Vaak worden ze waargenomen in gezelschap van de andesflamingo, maar James' flamingo wordt gemiddeld op grotere hoogten gezien in meren die ondieper zijn en een hoger zoutgehalte hebben.

## Status
De grootte van de populatie werd in 2010 door BirdLife International geschat op 106 duizend individuen en de populatie-aantallen zijn mogelijk stabiel. In het verleden is jacht gemaakt op deze vogel en werden de eieren verzameld. Verder dreigt er habitatverlies door mijnbouwactiviteiten en mogelijk ook door klimaatverandering. Om deze redenen staat deze soort als gevoelig op de Rode Lijst van de IUCN.